# Rojcissus
Rojcissus (Rhoicissus Planch.) – rodzaj roślin należący do rodziny winoroślowatych (Vitaceae Juss.). Obejmuje co najmniej 15 gatunków występujących naturalnie w środkowej i południowej Afryce.

## Systematyka
Pozycja według Angiosperm Phylogeny Website (aktualizowany system APG IV z 2016)
Rodzaj należy do rodziny winoroślowatych (Vitaceae Juss.), która jest jedyną rodziną w obrębie monotypowego rzędu winoroślowców (Vitales Reveal).
Pozycja w systemie Reveala (1994-1999)
Gromada okrytonasienne (Magnoliophyta Cronquist), podgromada Magnoliophytina Frohne & U. Jensen ex Reveal, klasa Rosopsida Batsch, podklasa różowe (Rosidae Takht.), nadrząd Vitanae Takht. ex Reveal, rząd winoroślowce (Vitales Reveal), rodzina winoroślowate Vitaceae Juss.
Wykaz gatunków
| - Rhoicissus capensis (Burm. f.) Planch. - Rhoicissus cirrhiflora (L. f.) Gilg & M. Brandt - Rhoicissus digitata (L. f.) Gilg & M. Brandt - Rhoicissus dimidiata (Thunb.) Gilg & M. Brandt - Rhoicissus erythrodes (Fresen.) Planch. - Rhoicissus holstii Engl. - Rhoicissus kougabergensis Retief & Van Jaarsv. - Rhoicissus microphylla (Turcz.) Gilg & M. Brandt | - Rhoicissus pauciflora (Burch. ex DC.) Planch. - Rhoicissus revoilii Planch. - Rhoicissus rhomboidea (E. Mey. ex Harv.) Planch. - Rhoicissus sericea (Eckl. & Zeyh.) Planch. - Rhoicissus sessilifolia Retief - Rhoicissus tomentosa (Lam.) Wild & R.B. Drumm. - Rhoicissus tridentata (L.f.) Wild & R.B.Drumm. |